# Antonín Kroča
Antonín Kroča (* 21. října 1947 v Dolním Sklenově) je český malíř.

## Život
Antonín Kroča studoval v letech 1963 – 1967 na Střední uměleckoprůmyslové škole v Uherském Hradišti (profesoři Karel Hofman, J. Blažek, J. Beran) a poté 1967 – 1973 na Akademii výtvarných umění v Praze (Jiří John a Jan Smetana).
Profesor Jan Smetana byl člen Skupiny 42, přítel V. Kramáře, malíř dobře obeznámený s moderním francouzským uměním ze svých pobytů v Paříži. Volná atmosféra konce šedesátých let i liberální prostředí, které se podařilo na Akademii udržet ještě krátce po okupaci roku 1968, umožnily A. Kročovi autonomní vývoj vlastní malby směrem k expresivní figuraci.

Od poloviny 70. let se podílel na několika tematických výstavách mladých výtvarníků, samostatně vystavoval od roku 1978 v blízkém okolí svého rodiště na severní Moravě, kde vytvořil většinu svých děl. Kroča zůstal v kontaktu s generací výtvarníků, kteří ukončili studia uprostřed normalizace a obtížně hledali možnost prosadit se v oficiálních galeriích. Zúčastnil se generační výstavy Konfrontace v Mikrobiologickém ústavu ČSAV (M. Pánková), výstavy Člověk v roce 1980 (M. Klimešová) a neoficiálních výstav koncem 80. let (Salon 1988, Lidový dům Vysočany 1989).
V roce 1989 dostal příležitost k samostatné výstavě v pražské galerii V. Kramáře a krátce poté i v Galerii moderního umění ve Vídni (1991). V letech 1991-92 spolupracoval s generačním sdružením výtvarníků Lipany (1991-92). Od autorských výstav v roce 1992 v Galerii výtvarného umění v Ostravě a v Domě umění v Opavě vystavuje pravidelně.

Roku 1995 byla za podpory obce založena v místě bývalé školy v Hukvaldech – Rychalticích Galerie Antonína Kroči, která soustředila významnou část jeho díla.

Antonín Kroča je členem obnoveného Spolku výtvarných umělců Mánes, kde měl i bilanční výstavy k životním jubileím v letech 1997, 2007, 2012 a 2017.

Antonín Kroča žije a tvoří v Rychalticích.

## Dílo
Motivy, typické i pro pozdější tvorbu, čerpal Antonín Kroča z prostředí hospod (Hráči karet, 1973, Hospoda 1976), venkovských interiérů (V kuchyni 1977, Velikonoce, 1982) a situací (Řezník 1975, Tetka honí kury 1983, Stříhání ovce, 1983, Malá zabijačka 1989).
Vedle maleb vznikaly také četné figurální kresby a řada aktů v dynamických pózách zachycených uhlem.

Již koncem sedmdesátých let se Kročův rukopis uvolňuje směrem ke gestické malbě a výraznější barevnosti (Maska 1978). V pozdějších dílech jej abstraktní podněty (Hlasy 1955) nebo stále volnější nakládání s přírodními motivy (Žitné pole 1988, série Potoků) dovedou až k abstraktní expresivní malbě, kde dominantní úlohu přebírá barva a energické tahy štětce nebo malířských špachtlí.

Následuje série strukturálních maleb vytvořených částečně litím syntetických barev na dřevotřískové desky (Léto, Hráči). Stejnou technikou vznikla i rozměrná kompozice Drama (1991) pro foyer Beskydského divadla v Novém Jičíně.

Rok 1990 je obdobím dramatické osobní a zdravotní krize, v malbě se načas objevují jen načrtnuté znaky uprostřed bílého podkladu nebo existenciální témata (Kristus, 1990).
V 90. letech se ve volných kompozicích znovu vrací ke známým motivům (Hospodská vřava, 1994, Žnec 1996, Zabijačka 1997). Malíř ale klade větší důraz na vystižení atmosféry a jeho vypjatě expresivní plátna jsou „obrazy materializovaného vnitřního děje malby“ (P. Beránek, 1997), výrazová a emocionální složka malby je dominantní, figurální motivy mizí, formální kompozice je potlačena.

Po roce 2000 postupně převážil zájem o portrét a ženskou figuru a významným rysem nejnovější tvorby se stala snaha rychle zachytit dojem nebo okamžité podněty. Malíř stále častěji místo štětce používá nanášení barvy rukama a obraz dokončuje kresbou prsty.

Jako protějšek k těmto vitálním portrétům a ženským aktům vznikla série barevně expresivních, ale kompozičně ukázněných krajinomaleb z okolí malířova rodiště s dominantou hradu Hukvaldy, které připomenou Cézannovy varianty hory St. Victoire a van Goghova obilná pole.

### Realizace ve veřejném prostoru
- 1980 Dekorativní panel, Geologický ústav v Kutné Hoře (s J a Z Hůlou)
- 1985 Keramická mozaika, Gymnasium v Ostravě-Hladnově (s J a Z Hůlou)
- 1991 Drama, foyer Beskydského divadla v Novém Jičíně

### Zastoupení ve sbírkách
- Národní galerie v Praze
- Galerie výtvarného umění v Ostravě
- Galerie Ludvíka Kuby Poděbrady
- Galerie středočeského kraje v Kutné Hoře
- Alšova jihočeská galerie v Hluboké nad Vltavou
- Severočeská galerie výtvarného umění v Litoměřicích
- Oblastní galerie v Liberci
- Galerie Klatovy -Klenová
- Galerie moderního umění v Roudnici nad Labem
- Soukromé sbírky doma i v zahraničí

### Výstavy

#### Autorské (výběr)
- 1978 Žerotínský zámek, Nový Jičín, Muzeum, Frenštát pod Radhoštěm
- 1986 DK Vítkovice, Ostrava
- 1988 Mal'ba, Galéria výtvarného umenia, Prešov
- 1989 Obrazy, Galerie Vincence Kramáře, Praha
- 1990 Obrazy (1989), Výstavní síň Viléma Wünscheho, Havířov
- 1991 Galerie für Moderne Kunst Tiller, Vídeň
- 1992 Dům umění, Ostrava, Dům umění Opava
- 1994/95 Z portrétní tvorby, Městské muzeum, Frenštát pod Radhoštěm, Příbor
- 1995 Obrazy a kresby, Karolinum, Praha
- 1996 Reflexe přírody - obrazy, Národní technické muzeum v Praze
- 1997 Umělecká bilance, Galerie výtvarného umění v Ostravě
- 1997 Obrazy a kresby z let 1972 - 1997, Mánes, Praha
- 1999 Obrazy, Jablonec nad Nisou, Turnov, Hranice, Olomouc
- 2000 Galerie Antonína Kroči, Rychaltice
- 2001 Z tvorby 2000, Národní technické muzeum v Praze
- 2002 Malba, Galerie Jiřího Jílka, Šumperk
- 2002 Galerie Václava Špály, Praha
- 2006 Malba, Galerie Výtvarného centra Chagall, Brušperk
- 2007 Výběr z díla, Galerie Slováckého muzea, Uherské Hradiště
- 2007 Antonín Kroča malíř Lašska: Obrazy, Galerie Diamant, SVU Mánes, Praha
- 2007 Antonín Kroča malíř z Hukvald, Galerie Dion, Praha
- 2008 Obrazy, Librex, dům knihy, Ostrava
- 2009 SVU Mánes, Praha, Saarländische Galerie, Berlín
- 2010 Galerie Mlejn, Ostrava, Galerie Chagall, Karviná
- 2012 Galerie Diamant, SVU Mánes, Praha
- 2017 Galerie Diamant, SVU Mánes, Praha
- 2020 Na dřeň, Galerie Ludvíka Kuby Poděbrady

#### Společné (výběr)
- 1973 posluchači AVU, DK SONP Kladno
- 1975 Galerie U Řečických, Praha
- 1976 Žena v současné tvorbě, Praha
- 1976 Umění mladých, Praha
- 1978 Konfrontace, Mikrobiologický ústav ČSAV, Praha
- 1979 České umění 1945/1975, Alšova jihočeská galerie v Hluboké nad Vltavou
- 1980 Člověk, Prostor člověka I., Městské kulturní středisko, Dobříš
- 1986 České umění 20. století, Alšova jihočeská galerie v Hluboké nad Vltavou
- 1988 Salón pražských výtvarných umělců '88, PKOJF, Praha
- 1989 14: Obrazy - grafika, Lidový dům, Praha, MDK České Budějovice
- 1991 České umění 2. poloviny 20. století, Dům umění, Ostrava
- 1991 České malířství a sochařství 2. poloviny 20. století, Alšova jihočeská galerie v Hluboké nad Vltavou
- 1991 Czeska sztuka 2. połowy XX wieku, Bytom
- 1991 Lipany poprvé: Kresby, grafika, drobná plastika, Galerie Fronta, Praha
- 1992 Česká kresba, Galerie R, Praha
- 1992 Obrazy, kresby, grafika, ÚLUV, Praha
- 1996 I. nový zlínský salon, Zlín
- 1996/97 Umění zastaveného času / Art when time stood still, 1969–1985, Praha, Brno, Cheb
- 1998/99 Česká serigrafie, Ostrava, Praha, Opava, Hradec Králové, Zlín, Banská Bystrica
- 1999 SVU Mánes, Bechyně
- 1999 II. nový zlínský salon, Zlín
- 2000 Současná minulost: Česká postmoderní moderna 1960–2000, Alšova jihočeská galerie v Hluboké nad Vltavou
- 2000 Dva konce století 1900 2000, Dům U Černé Matky Boží, Praha
- 2002 Jubilanti SVU Mánes 2002, Obecní galerie Beseda, Praha, Chomutov
- 2003 Krajina domova třetího tisíciletí, Galerie kritiků, Praha
- 2004 Folklorismy v českém výtvarném umění XX. století, Praha, Cheb, Hodonín
- 2005 Exprese / Expressiveness, České muzeum výtvarných umění, Praha
- 2005 IV. nový zlínský salon 2005, Zlín
- 2005 Členská výstava SVU Mánes, Diamant, Praha
- 2007 Jubilanti Mánesa 2007, Diamant, Praha
- 2008 Severočeská galerie výtvarného umění v Litoměřicích
- 2009 SVU Mánes (1887 - 2009) / Verein Bildender Künstler Manes, Berlin
- 2010 10. aukční salon výtvarníků pro Konto Bariéry, Karolinum, Praha